# Kanagawa

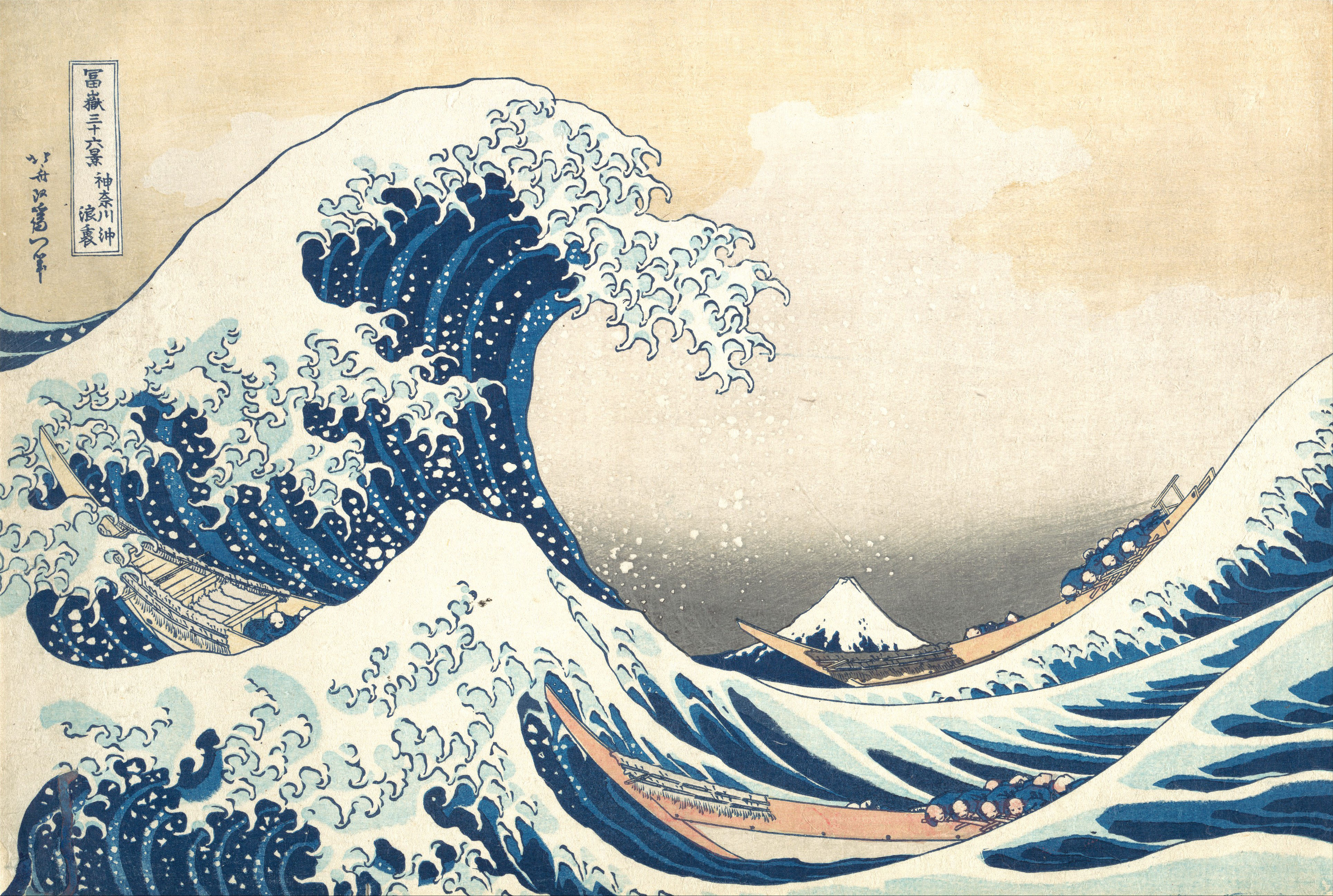
A grande onda de Kanagawa, xilogravura de Katsushika Hokusai

Kanagawa (em japonês: 神奈川県; romaniz.: Kanagawa-ken) é uma prefeitura do Japão localizada na região de Kantō, na ilha de Honshu. Tem a cidade de Yokohama como capital.

## História
A prefeitura possui alguns sítios arqueológicos do Período Jomon (aproximadamente 400 a.C.). Há cerca de 3 mil anos, o monte Hakone produziu uma explosão vulcânica que originou o Lago Ashi, na região ocidental da prefeitura.
Acredita-se que a Dinastia Yamato dominou a região a partir do século. Na Idade Antiga, suas planícies eram pouco povoadas.
Kamakura, na região central de Sagami, foi a capital do Japão durante o Período Kamakura (1185–1333).
No Japão medieval, Kanagawa era parte das províncias de Sagami e Musashi.
Durante o Período Edo, a região ocidental da prefeitura de Sagami foi governada pelo daimyô do Castelo de Odawara, enquanto a parte oriental foi diretamente governada pelo Xogunato Tokugawa, de Edo (hoje conhecida como Tóquio).
O Comodoro Matthew Calbraith Perry atracou em Kanagawa em 1853 e 1854, assinando o tratado de Kanagawa a fim de forçar os portos japoneses a se abrirem para o comércio com os Estados Unidos. Yokohama, o maior porto de águas profundas da Baía de Tóquio, se abriu para o comércio exterior em 1859, após alguns anos de pressão estrangeira, depois se desenvolvendo como o maior porto comercial do Japão. Yokosuka, mais perto da entrada da Baía de Tóquio, desenvolveu-se como um porto naval e hoje serve como base para a 7ª Fragata dos Estados Unidos, e como base de operações navais da Força de Auto-defesa Marítima do Japão. Após o Período Meiji, muitos estrangeiros passaram a viver na cidade de Yokohama e visitavam Hakone, em Kanagawa. O governo Meiji desenvolveu a primeira rodovia do país, de Shinbashi, em Tóquio, à Yokohama, em 1872.
O epicentro do Grande terremoto de Kantō de 1923 aconteceu debaixo da ilha de Izu Ōshima, na Baía de Sagami. Ele devastou Tóquio, a cidade portuária de Yokohama, as redondezas das prefeituras de Chiba, Kanagawa e Shizuoka. O mar recuou cerca de um 0,8 km da costa no Ponto de Manazaru e, em seguida, voltou ao litoral como uma grande parede d'água que inundou Mituishi-shima. Em Kamakura, o total de mortos devido ao terremoto, tsunami e incêndios excedeu o número de 2 mil vítimas. Em Odawara, 90% dos edifícios foram destruídos imediatamente, e os incêndios subsequentes queimaram tudo o que estava em seu caminho.
Yokohama, Kawasaki e outras grandes cidades foram severamente danificadas pelos bombardeamentos americanos em 1945. As vítimas chegaram a alguns milhares. Após a guerra, o General Douglas MacArthur, o comandante-em-chefe do Comando Supremo das Potências Aliadas para a Ocupação do Japão, atracou em Kanagawa, antes de ir para outras regiões. As bases militares americanas ainda continuam em Kanagawa, incluindo o Campo de Zama, a base naval de Yokosuka e a Estação aérea e naval de Atsugi.
Em 1945, Kanagawa era a 15ª mais populosa da prefeitura do Japão, com a população de cerca de 1,9 milhão de habitantes. Nos anos após a guerra, a prefeitura passou por um acelerado processo de urbanização, assim como a região da Grande Tóquio. A população era de 8,9 milhões de habitantes em 2008, e Kanagawa tornou-se a 2ª prefeitura mais populosa em 2006.

## Geografia
Kanagawa é uma relativamente pequena prefeitura localizada no canto sudeste da Planície de Kanto cercada por Tóquio ao norte, o Monte Fuji a noroeste, e a Baía de Sagami e a Baía de Tóquio no sul e no leste. A parte oriental da prefeitura é relativamente plana e altamente urbanizada, incluindo grandes cidades portuárias como Yokohama e Kawasaki.
A região sudeste perto da Península de Miura é menos urbanizada, com a antiga cidade de Kamakura atraindo turistas aos seus templos e santuários. A região ocidental, que faz fronteira com a prefeitura de Yamanashi e a prefeitura de Shizuoka no oeste, é mais montanhosa e abriga regiões turísticas como Odawara e Hakone. A área, que mede 80 km de leste a oeste e 60 km de norte a sul, ocupa 2 400 km², contribuindo com 0,64% do território total do Japão.

### Topografia
Topograficamente, a prefeitura é dividida em três áreas distintas. A região ocidental montanhosa inclui a cadeia de montanhas de Tanzawa e o vulcão de Hakone. A região oriental, onde há muitas colinas, é lembrada pelas Colinas de Tama e a Península de Miura. A região central, que margeia as Colinas de Tama e a Península de Miura, consiste de planaltos e terrenos baixos ao redor dos maiores rios, como o Rio Sagami, Rio Sakai, Rio Tsurumi e Rio Tama.
O Rio Tama forma a maior parte da fronteira entre Kanagawa e Tóquio. O Rio Sagami atravessa o meio da prefeitura. Na região ocidental, o Sakawa corre nas planícies baixas de Sakawa, entre o Vulcão de Hakone ao oeste e as Colinas de Oiso a leste, chegando até a Baía de Sagami.
A Cadeia Montanhosa de Tanzawa, parte da Cadeia Montanhosa de Kanto, abriga o Monte Hiru (1 673 metros), o pico mais alto da prefeitura. Outras montanhas de altitude similar: Monte Hinokiboramaru (1 601 metros), Monte Tanzawa, (1 567 metros), Monte Omuro (1 588 metros), Monte Himetsugi (1 433 metros) e Monte Usu (1 460 metros). A cadeia montanhosa é mais baixa no sul, chegando à Bacia Hadano e as Colinas de Oiso. Aos pés do lado oriental da cadeia montanhosa localiza-se o Platô de Isehara, e do outro lado do Rio Sagami, o Platô de Sagami.

### Cidades

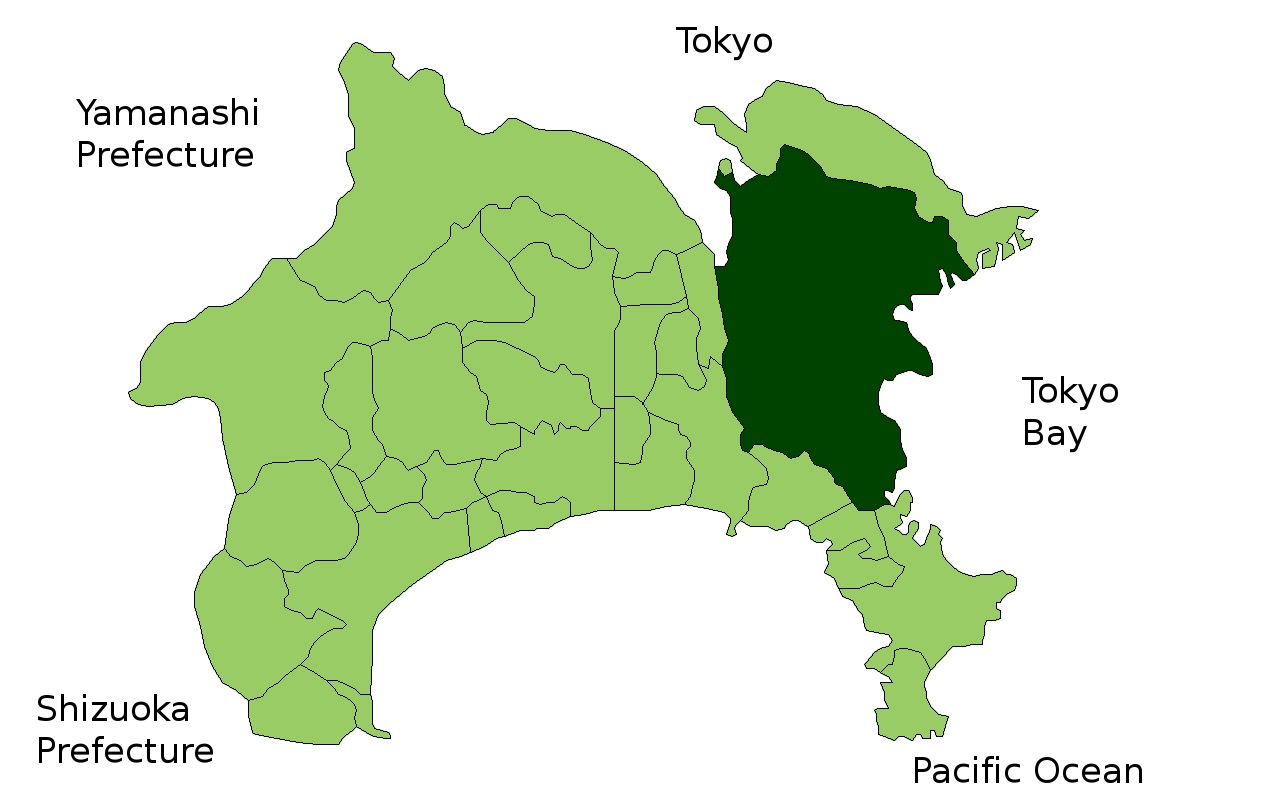
Mapa da prefeitura de Kanagawa com a capital Yokohama em destaque.

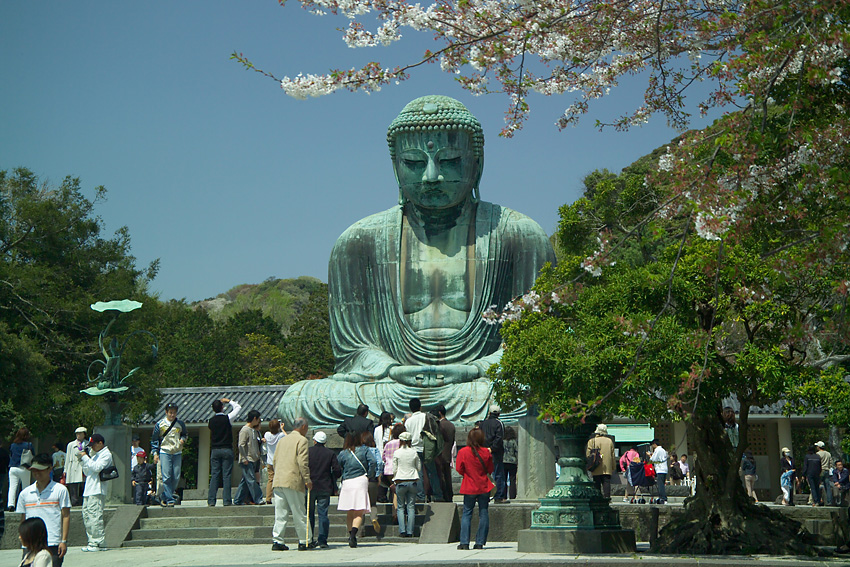
O Grande Buda de Kamakura.

Em negrito, a capital da prefeitura.
| - Atsugi - Ayase - Chigasaki - Ebina - Fujisawa - Hadano | - Hiratsuka - Isehara - Kamakura - Kawasaki - Minamiashigara - Miura | - Odawara - Sagamihara - Yamato - Yokohama - Yokosuka - Zama - Zushi |

### Distritos
| - Distrito de Aikō - Distrito de Ashigarakami - Distrito de Ashigarashimo - Distrito de Koza | - Distrito de Miura - Distrito de Naka - Distrito de Tsukui |

## Turismo
- A cidade de Kamakura é famosa por abrigar muitos templos budistas e templos xintoístas.
- A Chinatown de Yokohama é a maior Chinatown do Japão, maior que as Chinatowns de Kobe e Nagasaki, e uma das maiores do mundo.
- Outros lugares turísticos incluem Hakone, Ashinoko, Enoshima e Kawasaki Daishi.

## Cultura popular

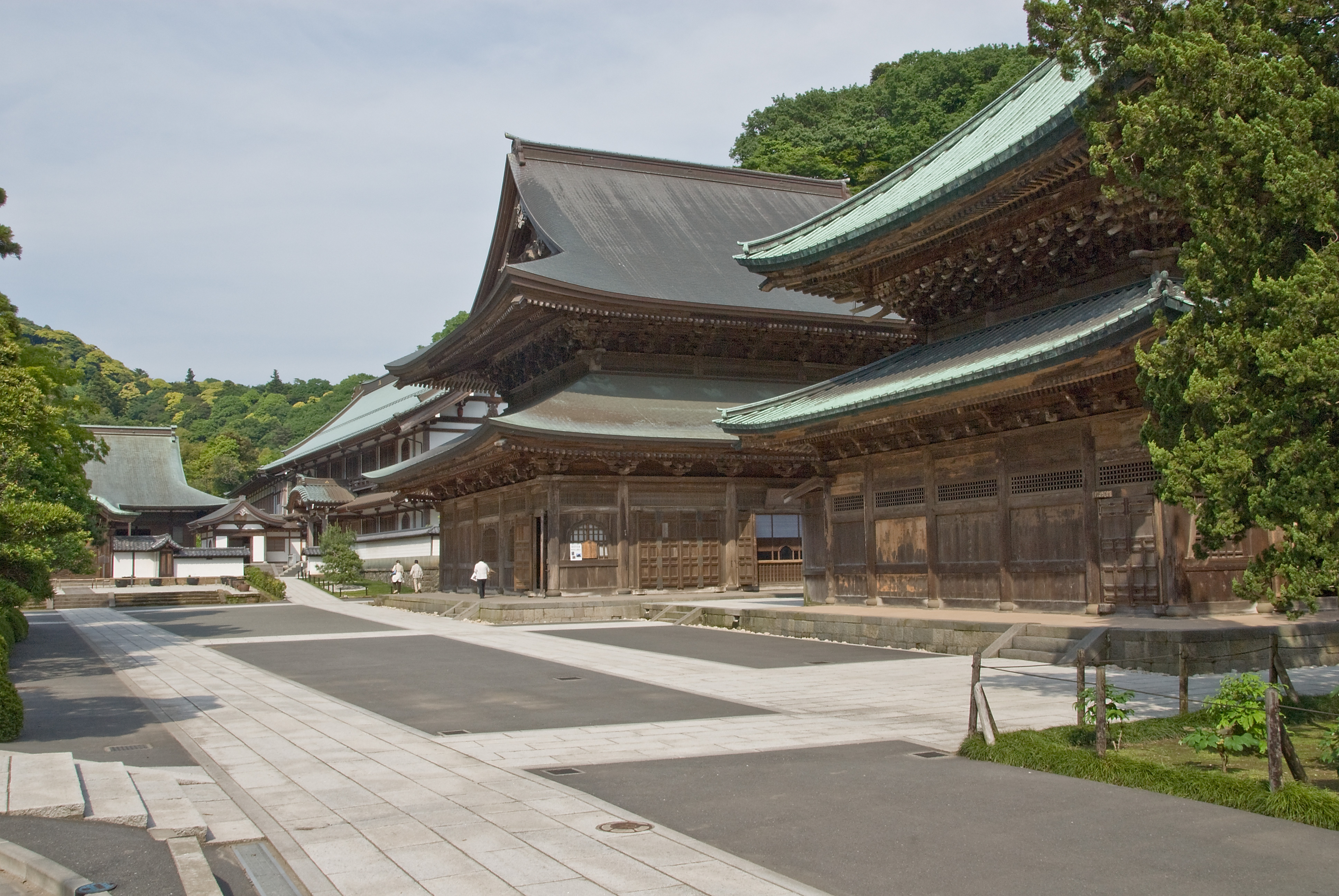
Templo de Kenchoji, em Kamakura.

- O time principal da série de mangá e anime Slam Dunk, Shohoku, é de Kanagawa.
- A Pousada Hinata da série de mangá e anime Love Hina localiza-se em Kanagawa.
- Na série Komi-san wa komyushou desu vários locais conhecidos de Kanagawa aparecem no mangá.
- O mangá japonês Elfen Lied acontece em Kanagawa, principalmente entre Kamakura e Enoshima (Fujisawa).
- Os primeiros episódios da série de anime Gundam Wing acontecem em Kanagawa, principalmente entre Yokohama e Yokosuka.